# Carlos de Meer de Ribera
Carlos de Meer de Ribera (Valladolid, 28 de mayo de 1928 - Madrid, 22 de abril de 2020) fue un coronel de Caballería del Ejército español.

## Trayectoria
Fue número uno de la v promoción de la Academia General Militar. Además, era arquitecto técnico, licenciado en Matemáticas en la especialidad de estadística matemática, licenciado en Derecho, Económicas, Ciencias Políticas y Sociología y doctor en Ciencias Políticas. Fue profesor de la Universidad Complutense en la Facultad de Ciencias Políticas y Económicas de la asignatura "Política Social Agraria e Industrial" en la misma universidad. También ejerció como director de Gabinete del entonces presidente del Gobierno, Almirante Carrero Blanco, y gobernador civil de Baleares y subdirector de Acción Cultural y del Libro. Entre sus destinos militares más destacados está el Regimiento de la Guardia del general Franco, los Servicios de Inteligencia o el Estado Mayor Central. Además, ha sido jefe del Regimiento de Caballería Montesa, con sede en Ceuta.
A finales del franquismo fue gobernador civil de las Islas Baleares, donde destacó por su represión a los grupos antifranquistas, así como contra las protestas de los trabajadores como en el asalto de la Iglesia de Sant Miquel. También destacó por su homofobia como cuando acusó al primer ministro sueco Olof Palme de ser homosexual. Ante las entonces incipientes exigencias de democracia en España, con el fin de facilitar una posible entrada de España en la Comunidad Económica Europea, es conocida su respuesta «que se metan el Mercado Común por donde les quepa».
Durante el Golpe de Estado de Antonio Tejero, estaba destinado en el Estado Mayor del Regimiento de Caballería Pavía N.º 4 y, aunque no tuvo un papel relevante en el golpe, una vez que este se puso en marcha, decidió ir a su destino y esperar órdenes. En el juicio del Golpe de Estado del 23 de febrero de 1981 fue abogado defensor del capitán Francisco Dusmet García-Figueras de la División Acorazada.
En 1986 fue juzgado por un tribunal militar en Sevilla, acusado de un delito de conspiración para la rebelión por haber realizado un viaje a Libia para entrevistarse con Gaddafi. Hubo informaciones que señalaron que habría recibido 300 millones de pesetas para financiar un golpe de Estado, aunque al no haber pruebas suficientes, finalmente solo se le condenó a siete meses de prisión por un delito de abandono de residencia. Parte de su pena la cumplió en el Establecimiento Penitenciario Militar de Alcalá de Henares. Sin embargo, él siempre sostuvo que viajó a Libia para que le financiaran un periódico de carácter nacional e integrista y que, en aquella época, ya no tenía sentido intentar dar un golpe.
Posteriormente, pasó a la reserva del Ejército y escribió tres libros de temática histórica y de actualidad.
Falleció el 22 de abril de 2020. Amigo personal de Carmen Polo y conocido por sus posiciones ‘ultras’, el anuncio de su muerte lo hizo público la Fundación Nacional Francisco Franco de la cual era patrono.

## Obras
- Isabel la Católica: Reina de la Hispanidad
- Generalísimo: La era de Franco y sus empresas
- El Islam al asalto de Occidente.